# 濟布拉尼夫卡
48°30′52″N 25°21′44″E / 48.51444°N 25.36222°E
濟布拉尼夫卡（烏克蘭語：Зібранівка），是烏克蘭西部的村莊，隸屬伊萬諾-弗蘭科夫斯克州的科洛梅亞區。該村始建於1790年，面積39.5平方公里，海拔高度290米，2001年人口756，人口密度每平方公里19.1人。